# Gerda Paumgarten
Gerda Gräfin Paumgarten-Hohenschwangau (Graz, 4 de febrer de 1907 - Viena, 1 de gener de 2000) va ser una esquiadora alpina austríaca que va competir durant la dècada de 1930.
Va guanyar quatre medalles al Campionat del Món d'esquí alpí, una de plata i una de bronze el 1933, i una d'or i una de bronze el 1936. Era la germana menor de l'esquiador olímpic Harald Paumgarten (1904-1952).